# ジャマイカ労働党
ジャマイカ労働党（ジャマイカろうどうとう、Jamaica Labour Party、JLP）は、ジャマイカの政党である。同党は選挙のシンボルとして、自由の鐘と緑の色を用いる。
現在は保守・中道右派のスタンスを取っているが、元々はバスタマンテ産業労働組合の政治一派として、アレクサンダー・バスタマンテによって1943年に創設された党で、1962年のジャマイカ独立から1972年までと、1980年から1989年まで政権を握った。
バスタマンテは創設から1964年まで党を率いて、政治への積極的な参加を辞退するが、その後数年党首の地位を放棄しなかった。1972年の選挙での敗北の後、党はドナルド・サングスターに1967年まで率いられ、その後ヒュー・シアラーが、1974年まで党首を務めた。
2002年8月16日に行われた選挙において、同党は47.2%の票を得て、ジャマイカの下院の60議席中26議席を確保した。1974年から2004年まで党を率いたエドワード・シアガが2004年に引退し、中道として知られる人物、ブルース・ゴールディングに引き継がれた。
2007年9月3日に行われた選挙において、同党は下院の60議席中33議席を確保し勝利した。この総選挙の勝利を受けて、ブルース・ゴールディングが2007年9月11日にジャマイカ首相に就任した。
2011年にゴールディングは党首と首相職から退き、アンドリュー・ホルネスが後を引きついだ。同年12月29日に行われた選挙において、同党は下院の63議席中21議席を確保するにとどまり敗北した。
2016年2月25日に行われた選挙において、同党は下院の63議席中32議席を獲得し勝利した。この結果、同年3月3日にホルネスが首相に復帰した。
2020年9月3日に行われた選挙においては、前回を大きく上回る下院の63議席中49議席を獲得し圧勝した。

## 歴代党首
- アレクサンダー・バスタマンテ(1943–1974)
- ドナルド・サングスター (代行: 1965–1967)
- ヒュー・シアラー (代行: 1967–1974)
- エドワード・シアガ (1974-2005)
- ブルース・ゴールディング (2005–2011)
- アンドリュー・ホルネス (2011-)